# Bundesautobahn 52
Bundesautobahn 52 (em português: Auto-estrada Federal 52) ou A 52, é uma auto-estrada na Alemanha.
A Bundesautobahn 52 tem 84 km de comprimento.

## Estados
Estados percorridos por esta auto-estrada:
- Renânia do Norte-Vestfália